# 長期變化
長期變化是時間系列在長時期的非週期變化（參見分解時間系列）。無論何者被查覺是長期變化或是與時間尺度無關：在超越世紀的時間尺度上，長期變化在數百萬年的時間尺度下可能是週期變化的一部分。自然界的量往往有周期性和長期變化。當在強調是一種線性的長期變化時，長期變化有時被稱為長期趨勢或長期漂移。

## 例子
長期變化一詞在各個領域都適用，無論是經濟學、運籌學 、體質人類學、天文學（特別是天體力學）、VSOP (行星)等等。

### 天文學
在天文學，長期現象指的是行星運動中的長期攝動。地球自轉軸的進動有著25,771.5年的週期，在短期間內的現象是春分點點在黃道平面上的漂移，大約每71.6年一度。

### 市場趨勢
市場趨勢 被歸類為長期、初期和間接的長期、中期和短期的時間框架。一些交易員使用技術分析來標誌市場趨勢。

### 地磁長期變化
地磁長期變化指的是地磁場在長時間的變化。這個場的變化在時間尺度上從毫秒到數百萬年都有，但是快速的變化幾乎都來自電離層和磁層的電流。長期變化是超過一年或更長週期的變化，反映的是地核變化。這種長期現象的變化包括地磁抽搐、西向漂移和地磁逆轉 。

## 註解
1. ↑  Lowrie 2004
2. ↑  Edwards, McGee & Bessetti 2007，第17頁
3. ↑  Merrill, McElhinny & McFadden 1996